# Ловчицький потік
Ловчицький потік (словац. Lovčický potok) — річка; права притока Грону, протікає в окрузі Ж'яр-над-Гроном.
Довжина приблизно 8,0—9,0 км. Витік знаходиться в масиві Ж'ярська улоговина — на висоті приблизно 425 метрів.
Протікає територією сіл Ловчиця-Трубін і Ловча.. Впадає у Грон на висоті приблизно 235—237 метрів.